# Ferdinand Vandeveer Hayden
Ferdinand Vanderveer Hayden (Westfield, 7 settembre 1829 – Filadelfia, 22 dicembre 1887) è stato un geologo statunitense, noto per aver esplorato per primo la zona del Lago Yellowstone e per aver contribuito a fondare il primo Parco Nazionale degli Stati Uniti.

## Biografia
Durante la guerra di secessione americana fu volontario unionista.
Nominato nel 1865 professore di mineralogia all'Università della Pennsylvania, lasciò spontaneamente l'incarico nel 1872 per dedicarsi all'esplorazione statale mineraria. Condusse molte spedizioni in Wyoming, Utah, Idaho e, tra tutte, soprattutto la famosa spedizione lungo il fiume di Yellowstone (fotografata da William Henry Jackson e documentata dall'artista Thomas Moran). Si batté personalmente per far eleggere la zona dello Yellowstone a Parco Nazionale subito dopo, contribuendo a dar vita ufficiosamente a quello che poi dal 1916 sarebbe stato chiamato National Park Service.

Le sue avventurose memorie sono ricche fonti di dettagli geologici del continente americano. Nel 1883 fu eletto Socio Straniero dell'Accademia dei Lincei.

Galleria
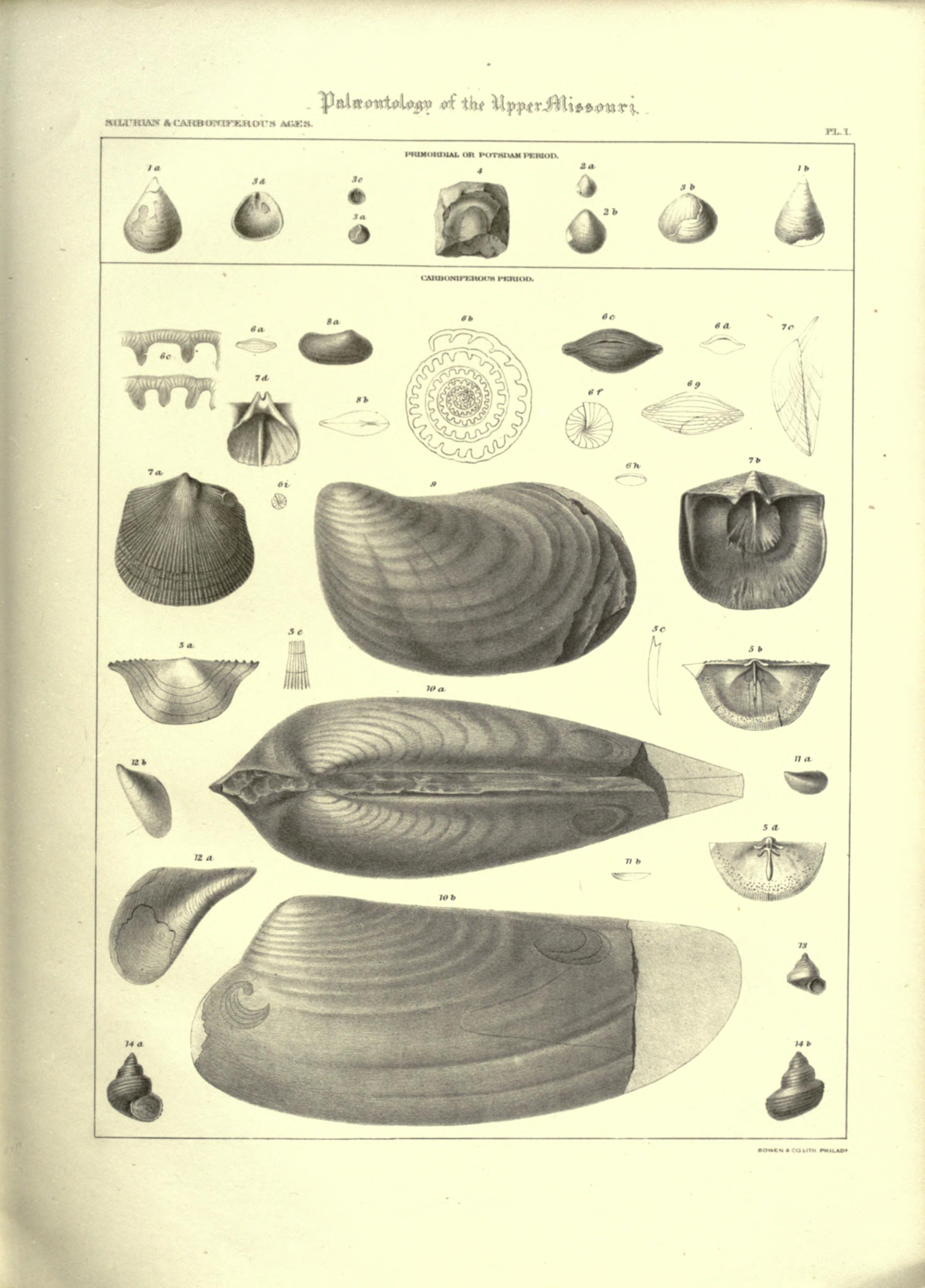
Un'illustrazione tratta dal libro Paleontology of the upper Missouri degli anni '60 dell'Ottocento.
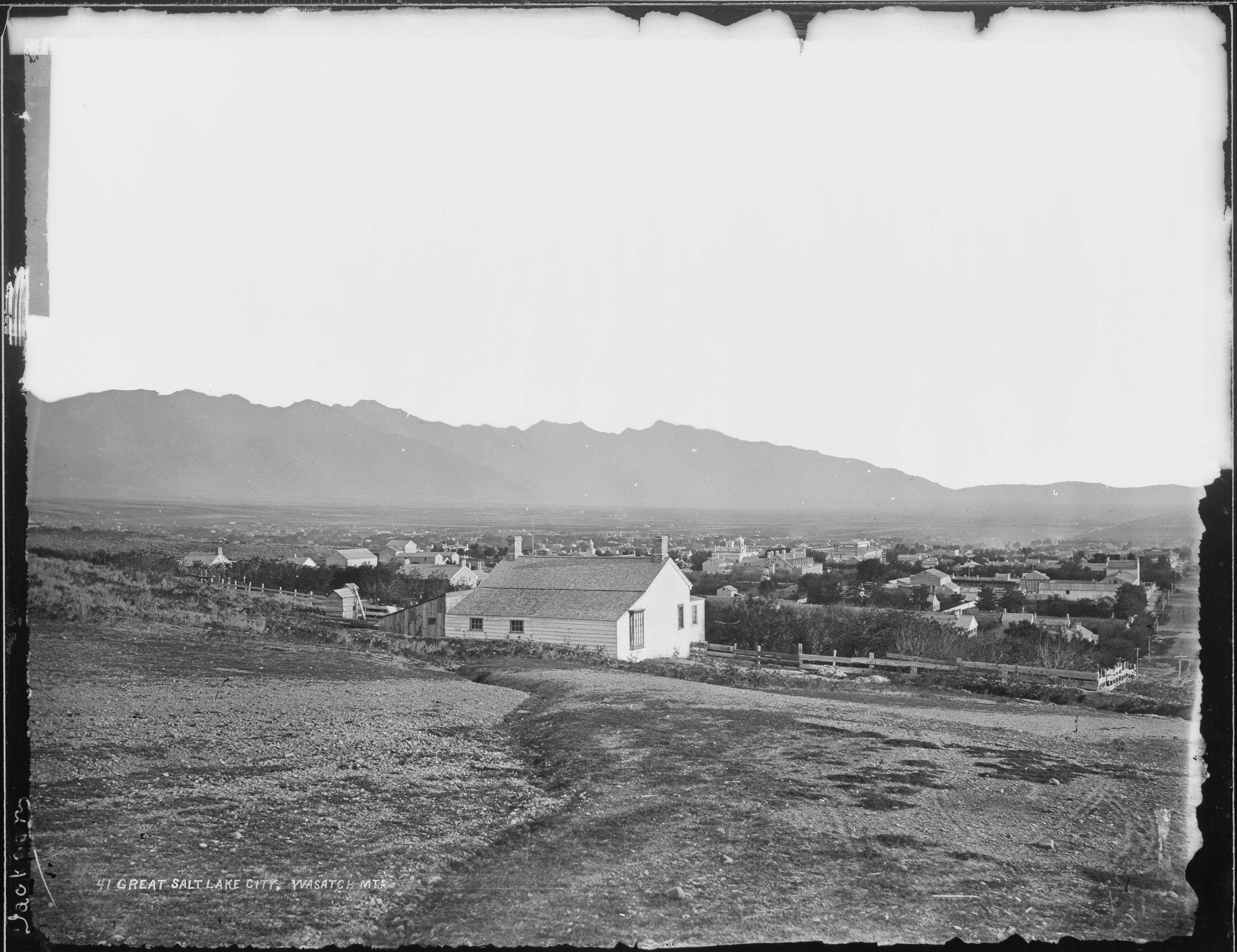
La città di Salt Lake City nel 1869.
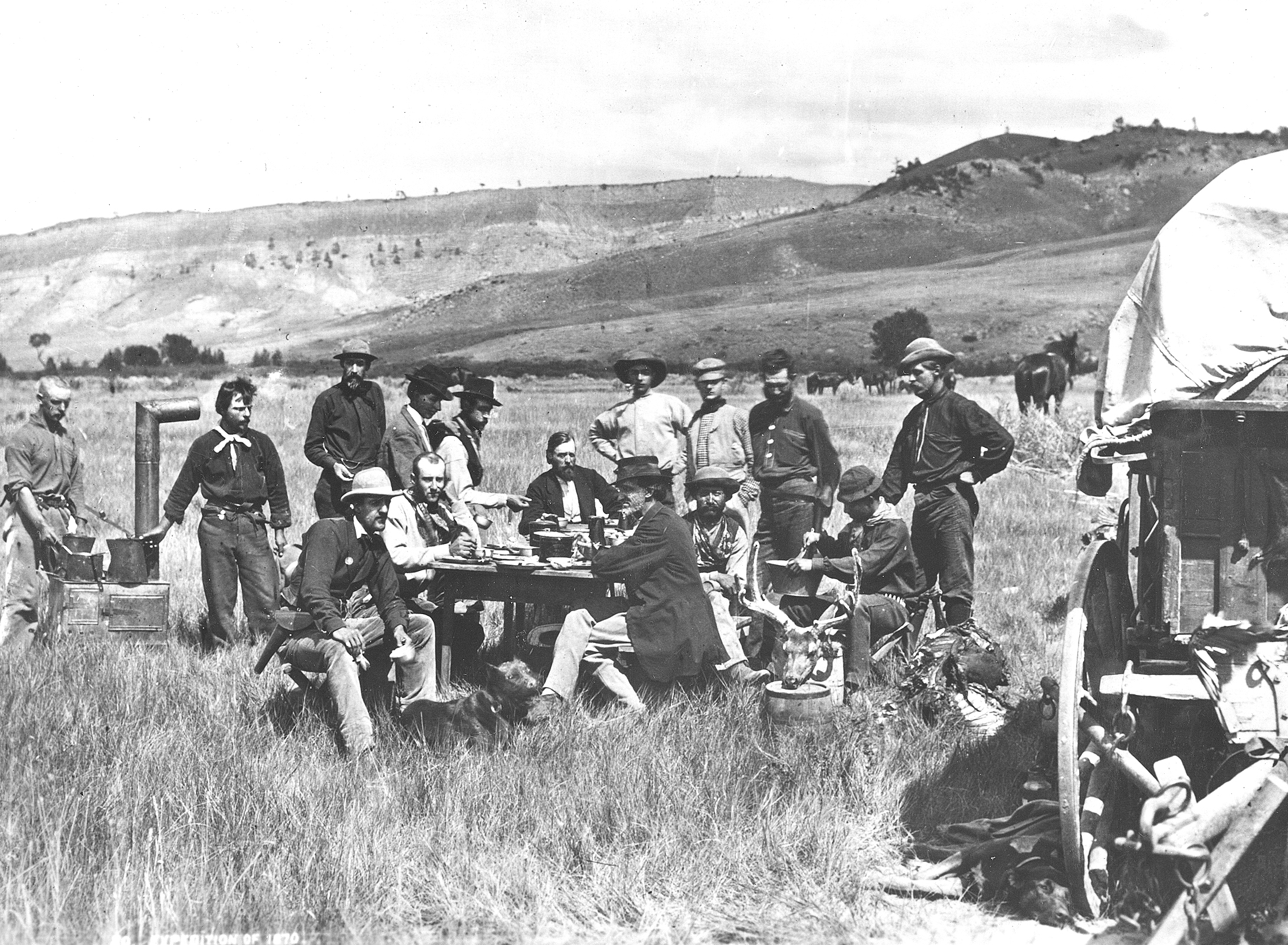
Una pausa pranzo della spedizione in Wyoming, il 24 agosto 1870. Hayden è l'uomo in giacca scura seduto in fondo (foto di William Henry Jackson).
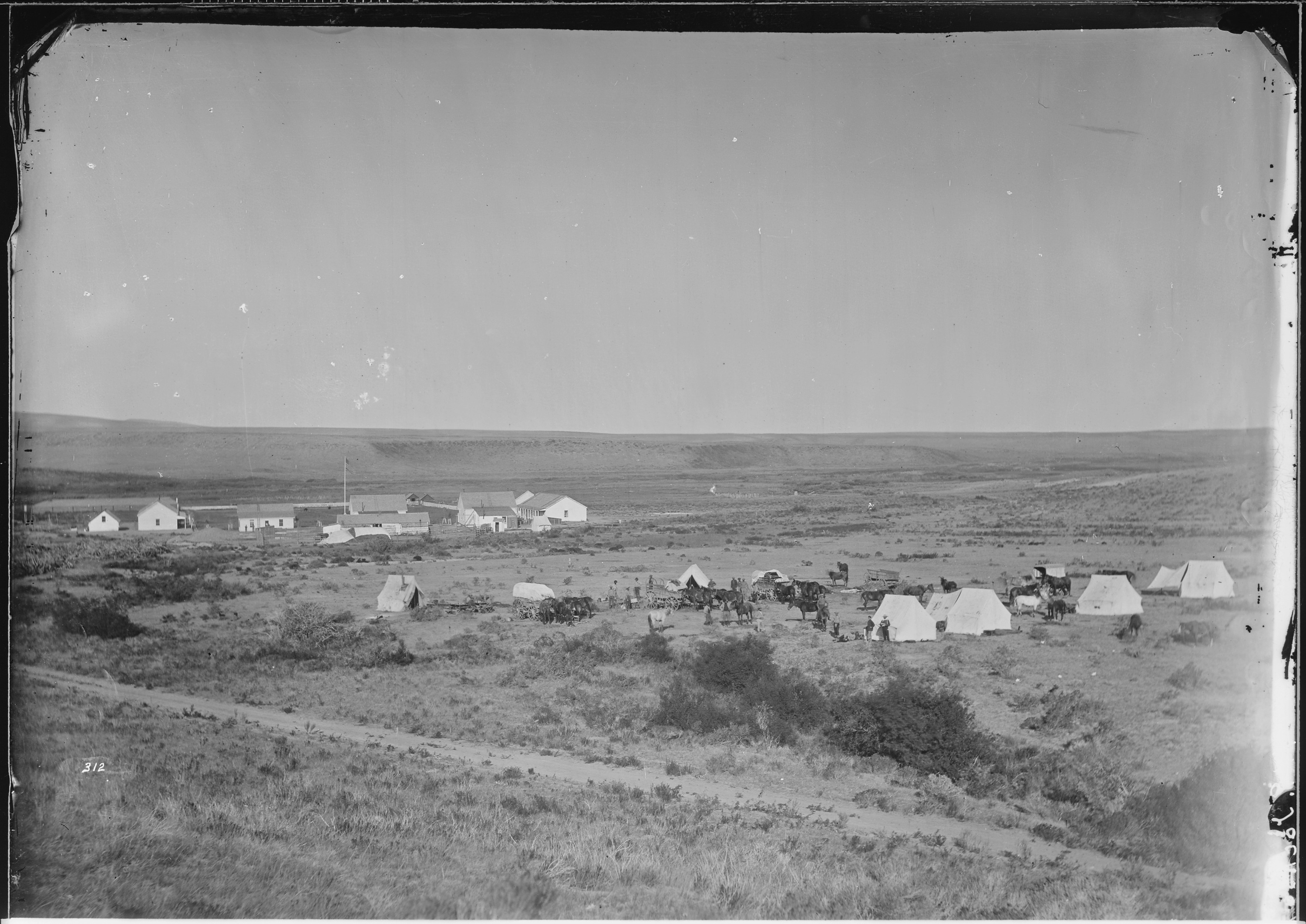
Spedizione nel 1871 in Idaho.
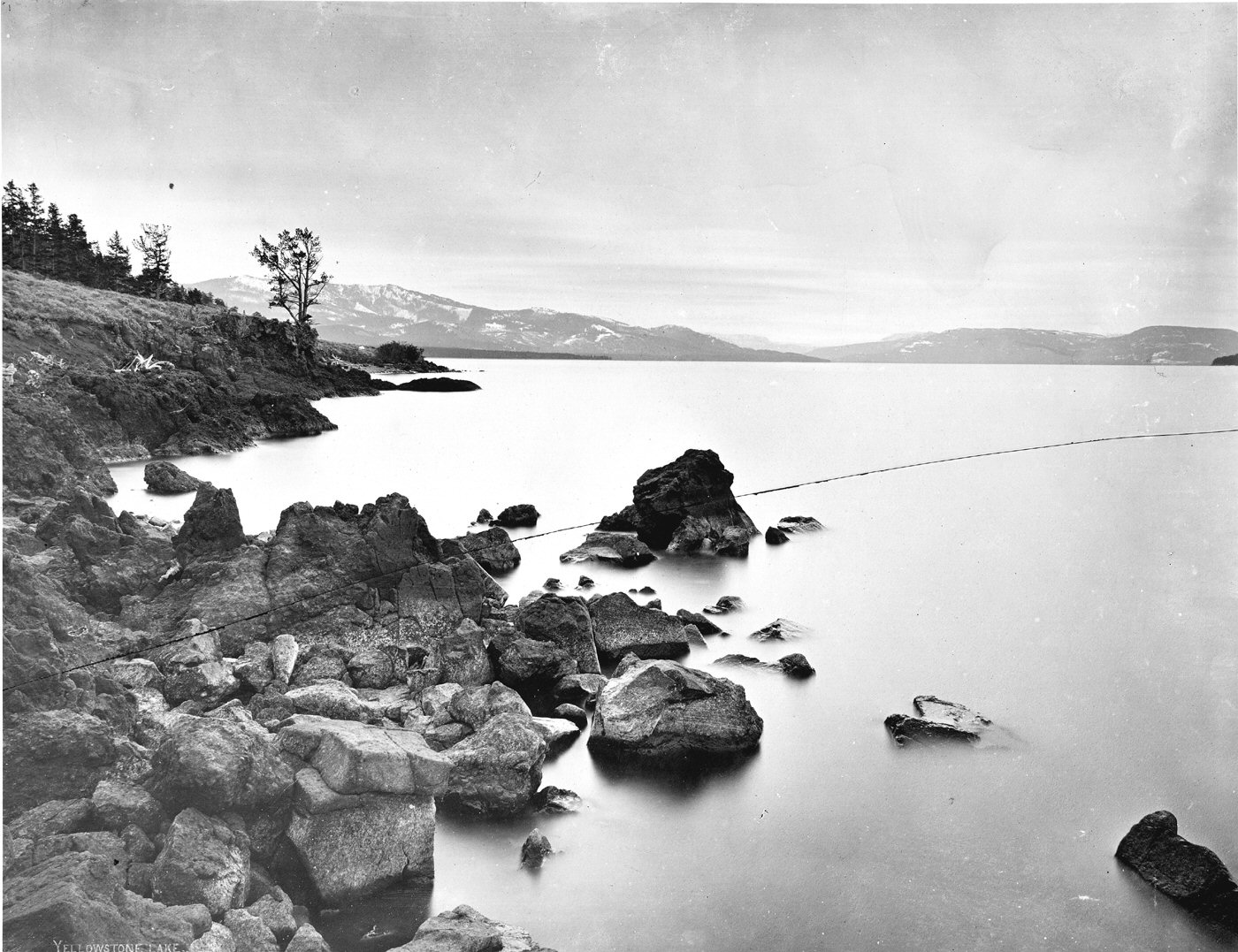
Al Lago Yellowstone nel 1878.